# Glimmerglass Festival
Il Glimmerglass Festival (precedentemente noto come Glimmerglass Opera) è una compagnia d'opera americana. Fondato nel 1975 da Peter Macris, il Glimmerglass Festival presenta una stagione annuale di opere all'Alice Busch Opera Theater sul Lago Otsego, tredici km a nord di Cooperstown, New York, Stati Uniti. La sola stagione estiva di solito consiste in quattro produzioni del repertorio eseguite in rotazione. Il Glimmerglass è noto per la produzione di opere nuove, meno conosciute e rare, molte delle quali negli anni passati sono state coprodotte con la New York City Opera. È il secondo festival lirico estivo più grande degli Stati Uniti, attualmente guidato dal direttore artistico e generale Francesca Zambello.

## Storia
Fino al 2011 la compagnia operava sotto il nome di Glimmerglass Opera. La compagnia presentò la sua prima stagione nell'estate del 1975, quando nell'auditorium della Cooperstown High School furono allestite quattro rappresentazioni de La bohème. Negli anni successivi è cresciuta notevolmente e ora offre più di 40 rappresentazioni di quattro opere, quasi sempre in nuove produzioni, ogni estate.
Le opere sono state eseguite in repertorio dal 1990. Per le prime diciassette stagioni, tutte le opere furono cantate in inglese. Dal 1992, con alcune eccezioni, sono state eseguite in lingua originale con titoli proiettati in inglese. Diversi lavori hanno avuto la loro prima americana o mondiale a Glimmerglass. La stagione 1999 ha visto la prima mondiale di Central Park, tre opere in un atto eseguite come un'unica opera, una commissione congiunta di Glimmerglass Opera, New York City Opera e Thirteen/WNET's Great Performances, che hanno trasmesso su PBS nel gennaio 2000. La trasmissione televisiva è stata nominata per un Emmy Award.
Paul Kellogg è stato Direttore Generale della Glimmerglass Opera dal 1979 al 1996 e Direttore Artistico dal 1996 al 2006. Esther Nelson ha assunto il ruolo di Direttore Generale dal 1996 al 2003. Stewart Robertson è stato Direttore musicale della Glimmerglass Opera dal 1988 al 2006. In Nell'ottobre 2008, la compagnia ha annunciato la nomina di David Angus come prossimo direttore musicale, a partire dall'estate del 2010. Francesca Zambello è diventata direttrice artistica e generale del recentemente ribattezzato Glimmerglass Festival nel 2011. La Zambello dovrebbe dimettersi da direttore artistico e direttore generale al termine della sua stagione 2022.
Il programma Young American Artists, istituito nel 1988, porta i cantanti nelle prime fasi della loro carriera professionale a studiare e ad esibirsi al Glimmerglass. Questi giovani artisti vengono scelti ogni anno tra centinaia di candidati provenienti da tutti gli Stati Uniti. Oltre alle prove e alle esibizioni, i giovani artisti ricevono una formazione musicale, frequentano lezioni di dizione e recitazione e ricevono indicazioni su abilità non esecutive come tecniche di audizione, preparazione del ruolo e aspetti commerciali della gestione di una carriera. Gli amministratori di molti dei più importanti teatri d'opera del mondo visitano Glimmerglass durante l'estate e ascoltano i giovani artisti in esibizione. Nel corso dell'estate ogni giovane artista tiene un recital di canzoni da solista nei locali di Cooperstown e della vicina Cherry Valley, una caratteristica della stagione di Glimmerglass che è diventata estremamente popolare tra i mecenati dell'opera e la comunità locale.

## Teatro d'Opera Alice Busch
Il Teatro d'Opera Alice Busch del Glimmerglass Festival, inaugurato nel giugno 1987, è stato costruito su 17 ettari di terreno agricolo donato da Tom Goodyear, il suo primo presidente. Il teatro da 914 posti è degno di nota per la sua ambientazione pastorale, per essere stato il primo teatro dell'opera americano costruito dal 1966 e per le sue pareti scorrevoli, chiuse solo mentre i cantanti sono sul palco e in caso di maltempo. Il teatro è stato progettato da Hardy Holzman Pfeiffer Associates.
Il nuovo teatro è stato costruito per spostare gli spettacoli da un auditorium di una scuola superiore con scarsa acustica e visuale e nessuna buca dell'orchestra a un edificio con interni progettati specificamente per spettacoli d'opera. Il design esterno è stato ispirato dagli edifici delle fattorie locali per adattarsi al paesaggio circostante e promuovere un'atmosfera meno formale e più rilassata adatta a un teatro estivo. Per l'efficienza ambientale ed economica, l'edificio è stato progettato per utilizzare solo la ventilazione naturale, senza alcun riscaldamento o raffreddamento meccanico.

## Recenti stagioni del festival
La stagione 2010 del Festival ha visto quattro nuove produzioni, tra cui The Tender Land di Copland e Tolomeo di Handel. Durante la stagione 2011 è stata presentata la Medea di Cherubini. Inoltre, un doppio cartellone con la prima mondiale di A Blizzard on Marblehead Neck, con musiche di Jeanine Tesori su libretto di Tony Kushner (una storia ispirata alla vita di Eugene O'Neill) insieme a Later the Same Evening, un'opera in un atto basata sui personaggi di cinque dipinti di Edward Hopper con una partitura di John Musto su libretto di Mark Campbell.
Nel 2012, il festival ha visto la partecipazione di Aida di Verdi, Armide di Lully, Lost in the Stars di Kurt Weill e il musical The Music Man. Armide è stato presentato in collaborazione con Opera Atelier di Toronto, Canada, e Lost in the Stars è stato presentato in collaborazione con Cape Town Opera del Sud Africa.
Il festival 2015 includeva Il flauto magico di Mozart, Macbeth di Verdi, Catone in Utica di Vivaldi , e Candide di Bernstein.
La stagione 2016 comprendeva La bohème di Puccini, Sweeney Todd di Sondheim, La gazza ladra di Rossini (annunciato come The Thieving Magpie) e The Crucible di Ward.
La stagione 2017 includeva Porgy and Bess di Gershwin, Oklahoma! di Rodgers e Hammerstein, Serse di Händel, The Siege of Calais di Donizetti, Stomping Grounds di Victor Simonson e Paige Hernandez e Scalia/Ginsburg di Derrick Wang.
Per la stagione 2019, il festival ha commissionato a Jeanine Tesori e a Tazewell Thompson l'opera Blue che affronta il problema degli adolescenti afroamericani diventati una "specie in via di estinzione" e un obiettivo primario della brutalità della polizia negli Stati Uniti Stati. Il lavoro è uno dei pochissimi nella storia dell'opera che presenta un cast esclusivamente afroamericano.